# Sclerocroton oblongifolius
Sclerocroton oblongifolius är en törelväxtart som först beskrevs av Johannes Müller Argoviensis, och fick sitt nu gällande namn av Robert C. Kruijt och Roebers. Sclerocroton oblongifolius ingår i släktet Sclerocroton och familjen törelväxter. Inga underarter finns listade i Catalogue of Life.